# انقلاب هايتي (يونيو 1988)
وقع انقلاب هايتي في 20 يونيو 1988، عندما أطاح هنري نامفي بالرئيس ليزلي مانيجات. وقد كان مانيجات تولى السلطة في 7 فبراير 1988 بعد فوزه في الانتخابات العامة.
في 14 يونيو 1988، قام هنري نامفي بعدد من عمليات إعادة التكليف العسكرية، بما في ذلك نقل العقيد جان كلود بول إلى مقر الجيش وجعله مساعدًا لرئيس هيئة الأركان العامة. اتصل بول بالرئيس ليزلي مانيجات للاحتجاج على هذه الخطوة، وفي اليوم التالي أصدر مانيجات بيانًا بإلغاء التغييرات، وقال إنه، بصفته الرئيس الدستوري للقوات المسلحة في هايتي، لم تتم استشارته. في 19 يونيو، قام مانيجات بإحالة نامفي على التقاعد، قائلاً إنه كان يستعد لانقلاب. في 20 يونيو، أطاح نامفي بمانيجات في انقلاب، وأعلن نفسه رئيسًا مع الكولونيل جان كلود بول.
أعقب الانقلاب بعد بضعة أشهر انقلاب هايتي (سبتمبر 1988) حيث أطاح ببروسبر أفريل بهنري نامفي.